# Zakopane
Zakopane là một thị trấn nằm ở tỉnh Lesser Poland, ngay dưới chân dãy núi Tatra, phía nam của vùng Podhale. Từ năm 1975 - 1998, thị trấn là một phần của tỉnh Nowy Sącz, kể từ năm 1999 đến nay, nó thuộc quyền quản lý của tỉnh Lesser Poland. Tổng diện tích của thị trấn là 84 km². Tính đến năm 2017, dân số của thị trấn là 27.266 người.
Zakopane là trung tâm của nền văn hóa Goral và thường được gọi là "thủ đô mùa đông của Ba Lan". Đây là một điểm đến phổ biến cho những người yêu thích leo núi, trượt tuyết và du lịch.
Zakopane nằm gần biên giới giữa Ba Lan và Slovakia, trong một thung lũng giữa Dãy núi Tatra và Đồi Gubałówka. Từ tỉnh Krakow, người ta có thể đến thị trấn bằng tàu hỏa hoặc xe buýt (chỉ mất khoảng hai giờ đồng hồ). Zakopane nằm ở độ cao 800 - 1.000 m so với mực nước biển và nằm ở ngã tư giữa đường Krupówki và Kościuszko.

## Lịch sử

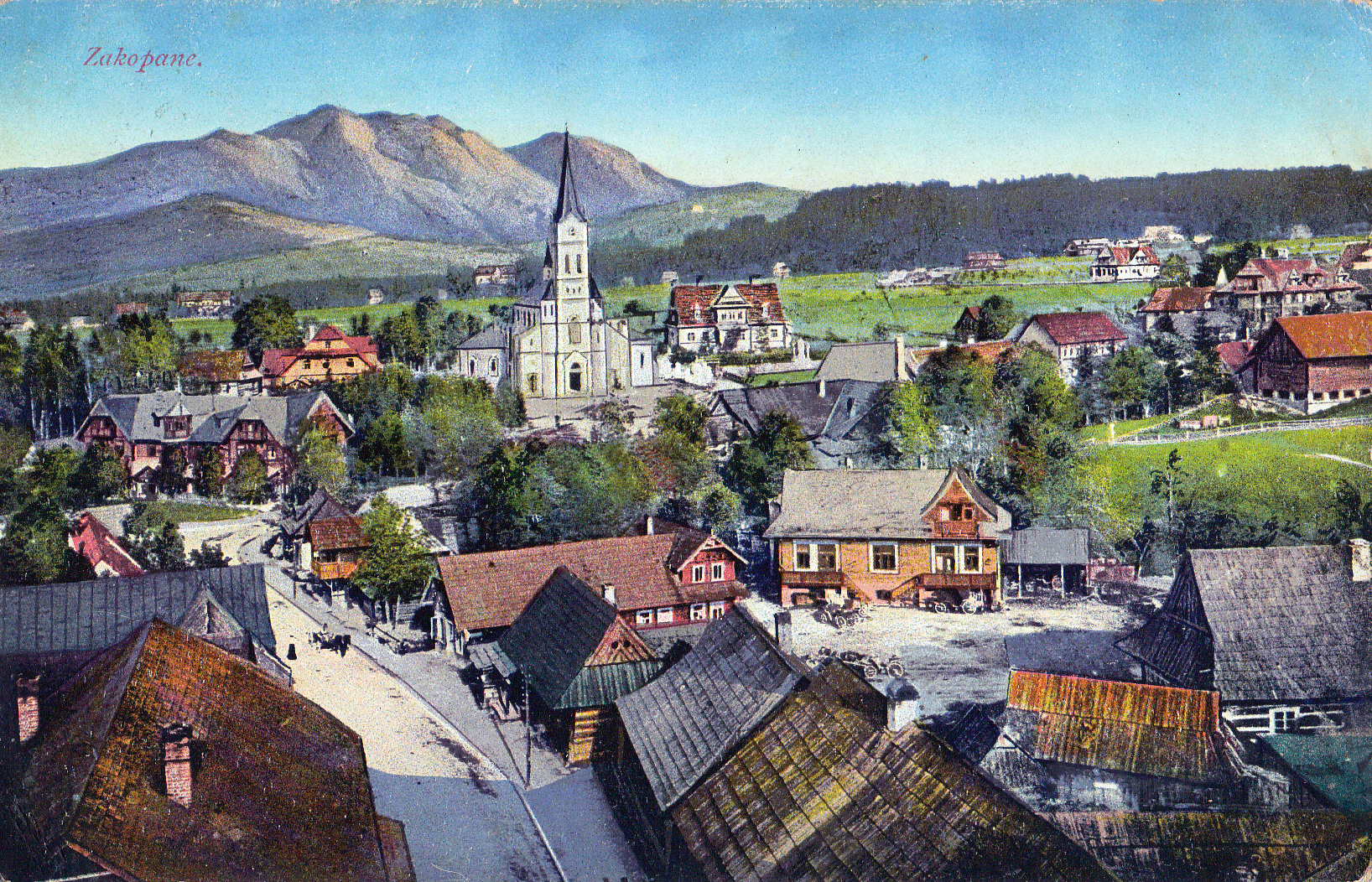
Một tấm bưu thiếp của Zakopane từ năm 1916

Zakopane được thành lập từ thế kỷ 17 với tên gọi ban đầu là Zakopisko. Năm 1676, đây là một ngôi làng chỉ có khoảng 43 người sinh sống. Năm 1818, Zakopane là một thị trấn nhỏ rất phát triển, bao gồm 340 ngôi nhà và có khoảng 440 hộ gia đình định cư ở đây. Dân số của Zakopane tại thời điểm đó là 2.676,934 người trong đó phụ nữ chiếm khoảng 1.805,934 người và đàn ông là 871 người. Nhà thờ đầu tiên ở Zakopane được xây dựng vào năm 1847 bởi Józef Stolarchot. Trước đây, Zakopane từng là trung tâm của ngành công nghiệp khai thác và luyện kim trong khu vực; vào thế kỷ 19, thị trấn Zakopane chính là trung tâm luyện kim lớn nhất ở Galicia, đồng thời do khí hậu ở đây rất thuận lợi nên ngày càng thu hút được nhiều người dân chuyển đến sinh sống. Đến năm 1889, từ một ngôi làng nhỏ nó đã trở thành một khu nghỉ dưỡng rất phát triển. Ngày 1 tháng 10 năm 1899, một tuyến đường sắt đến Zakopane bắt đầu được xây dựng. Vào cuối những năm 1800, Zakopane đã xây dựng một con đường kết nối với thị trấn Nowy Targ và một tuyến đường sắt xuất phát từ Chabówka. Do giao thông thuận lợi nên dân số của Zakopane ngày càng tăng (khoảng 3.000 người vào cuối những năm 1900).
Wielka Krokiew là một địa điểm trượt tuyết nổi tiếng ở Zakopane, được khai trương vào năm 1925. Một tuyến cáp treo đến Kasprowy Wierch cũng đã được hoàn thành vào năm 1936. Tuyến đường kết nối giữa Zakopane và đỉnh Gubałówka được xây dựng vào năm 1938.
Do có những địa điểm trượt tuyết tuyệt đẹp nên thị trấn Zakopane trở nên rất nổi tiếng, điều này khiến cho số lượng khách du lịch tăng lên nhanh chóng (khoảng 60.000 người vào năm 1930).

## Kiến trúc
Phong cách kiến trúc của Zakopane được lấy cảm hứng từ vùng Podhale, thuộc khu vực cao nguyên của Ba Lan. Stanislaw Witkiewicz chính là người tiên phong sử dụng các họa tiết và lối kiến trúc truyền thống cho các tòa nhà thuộc dãy núi Carpathian và hiện nay nó được coi là một nét văn hoá cốt lõi của người Goral.

## Những nhân vật nổi tiếng xuất thân từ Zakopane
- Tytus Chałubiński (1820 - 1889) - bác sĩ người Ba Lan, đồng thời là người đồng sáng lập Hiệp hội Tatra Ba Lan
- Klemens Bachleda (1851-1910) - hướng dẫn viên leo núi nổi tiếng Ba Lan
- Stanisław Witkiewicz (1851 - 1915) - họa sĩ, kiến trúc sư, nhà văn và nhà lý luận nghệ thuật người Ba Lan
- Jan Kasprowicz (1860 - 1926) - nhà thơ, nhà viết kịch, nhà phê bình và dịch giả người Ba Lan
- Mariusz Zaruski (1867 - 1941) - thiếu tướng Ba Lan, đồng thời là một nhà leo núi, một nhiếp ảnh gia, họa sĩ, nhà thơ, nhà văn, giáo viên, thợ may và một nhà hoạt động xã hội nổi tiếng của Ba Lan
- Jerzy uławski (1874 - 1915) - một nhà văn người Ba Lan, triết gia, dịch giả và một nhà leo núi
- Władysław Orkan (1875 - 1930) - một nhà văn Ba Lan
- Mieczysław Karłowicz (1876 - 1909) - nhà soạn nhạc, nhạc trưởng, nhà leo núi và nhiếp ảnh gia người Ba Lan
- Karol Szymanowski (1882 - 1937) – nhà soạn nhạc và nghệ sĩ piano người Ba Lan. Ngôi nhà của ông ở Zakopane - Biệt thự Atma, hiện nay là một bảo tàng
- Kornel Makuszyński (1884 - 1953) - một nhà văn Ba Lan, từng được bầu làm thành viên của Viện Hàn lâm Văn học Ba Lan
- Stanisław Ignacy Witkiewicz (1885 - 1939) - nhà văn, họa sĩ, triết gia, nhà viết kịch, tiểu thuyết gia và nhiếp ảnh gia người Ba Lan
- Bá tước Edward Bernard Raczyński (1891 - 1993) - nhà ngoại giao, nhà văn, chính trị gia và Tổng thống Ba Lan
- Anna Zofia Krygowska (1904 - 1988) - nhà toán học người Ba Lan
- Stanisław Marusarz (1913 - 1993) - vận động viên trượt tuyết nổi tiếng ở khu vực Bắc Âu vào những năm 1930.
- Wawrzyniec Zuławski (1916 - 1957) - nhà giáo dục, nhà soạn nhạc, nhà phê bình âm nhạc Ba Lan
- Władysław Hasior (1928 - 1999) - nhà điêu khắc đương đại đến từ vùng Podhale, một họa sĩ và nhà thiết kế nhà hát người Ba Lan
- Jan Wojciech Bachleda-Curuś (1951 - 2009) - vận động viên trượt tuyết từng tham gia Thế vận hội Mùa đông 1976
- Andrzej Gsienica-Makowski (sinh năm 1952) - chính trị gia người Ba Lan
- Liz Glazowski (sinh năm 1957) - người mẫu Mỹ gốc Ba Lan, cô từng xuất hiện trên tạp chí Playboy vào tháng 4 năm 1980
- Małgorzata Babiarz (sinh năm 1984) - ca sĩ chuyên nghiệp và nhà soạn nhạc.
- Kamil Stoch (sinh năm 1987) - vận động viên trượt tuyết người Ba Lan, từng vô địch thế giới và ba lần giành huy chương vàng Olympic.

## Bộ sưu tập

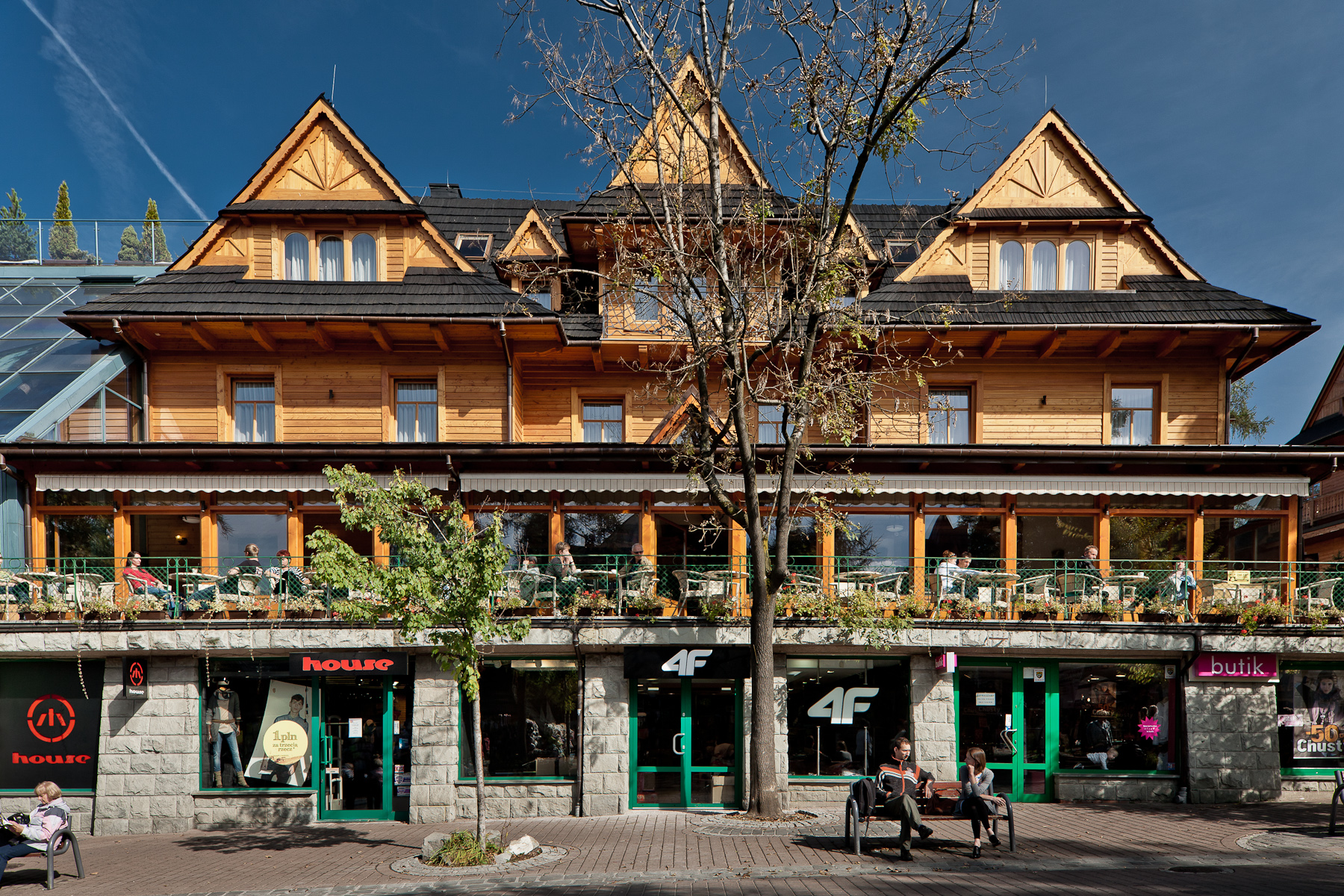
Khách sạn Villa Staszeczkówka
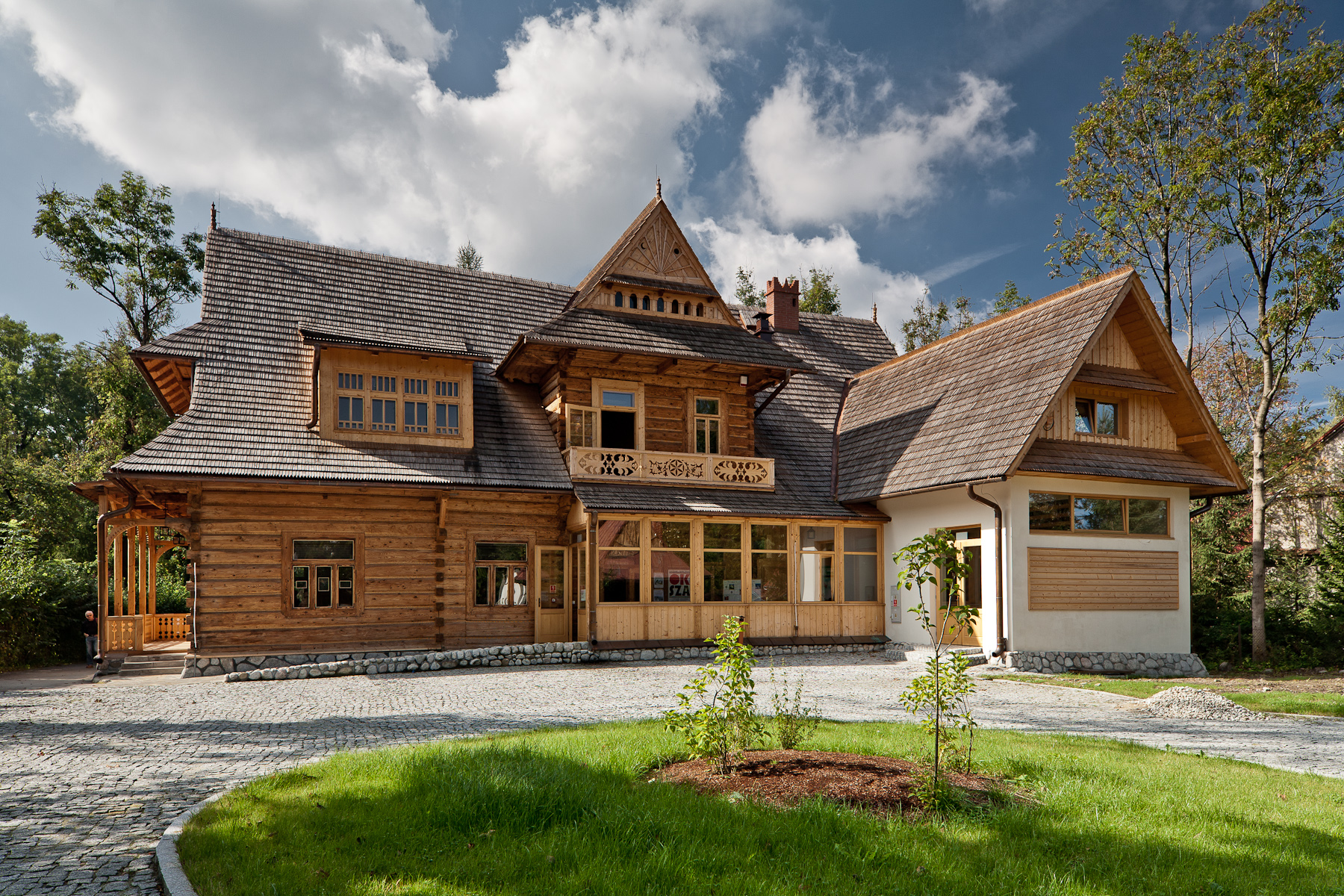
Phòng trưng bày nghệ thuật Villa Oksza
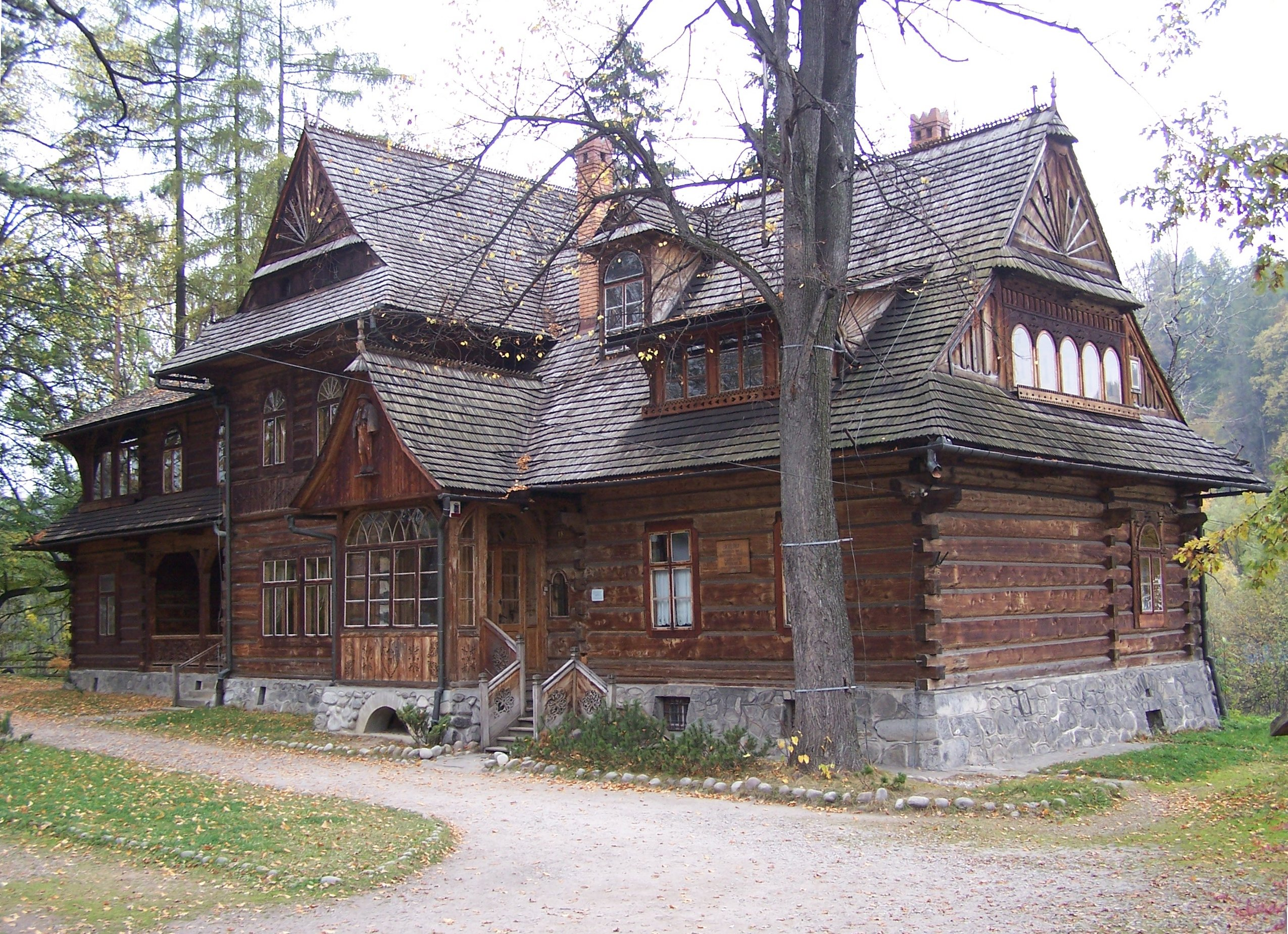
Biệt thự Koliba
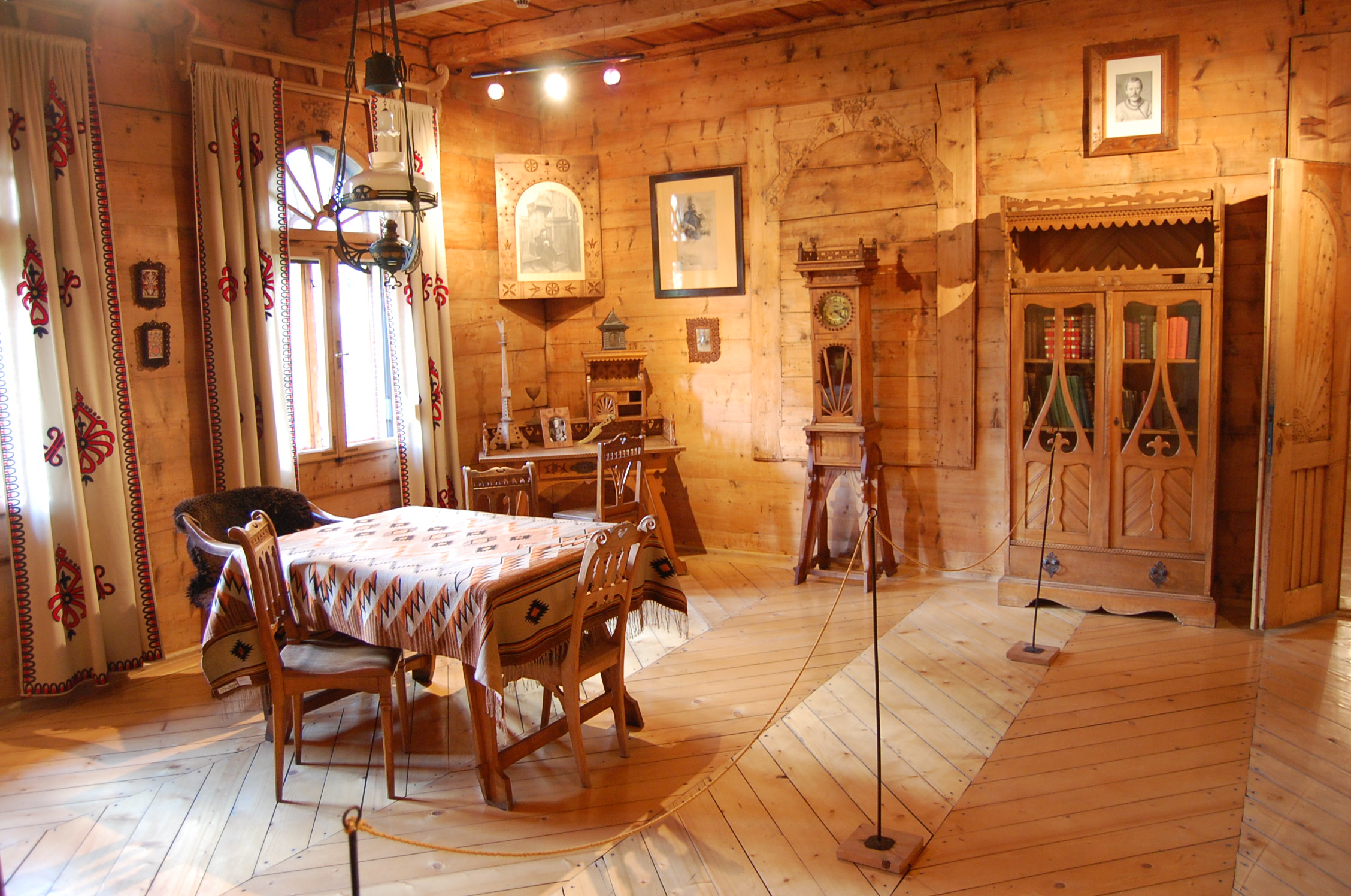
Nội thất của Koliba
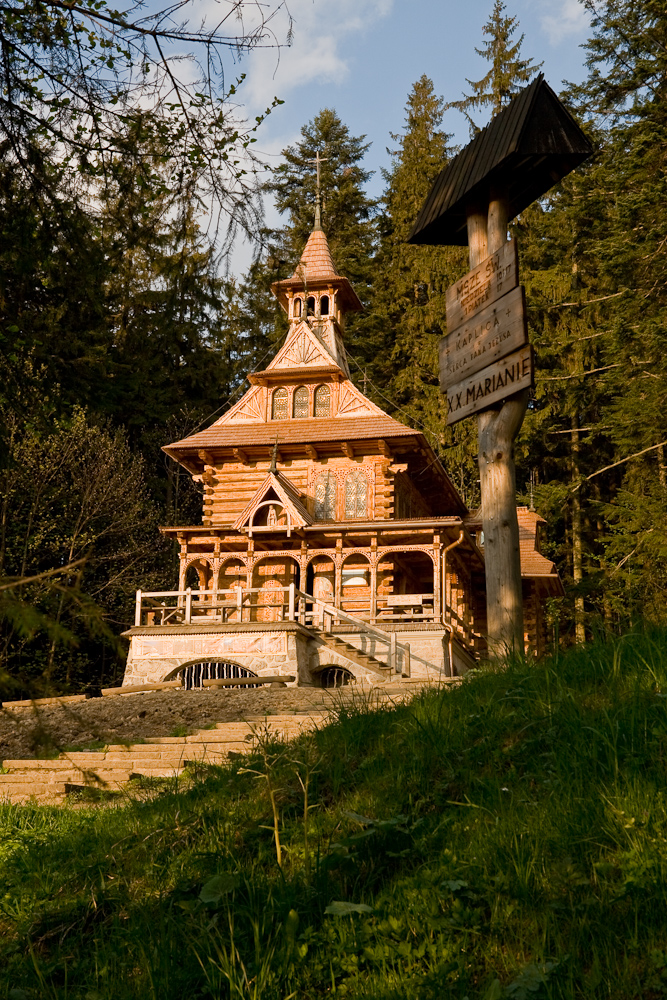
Nhà nguyện Jaszczurówka
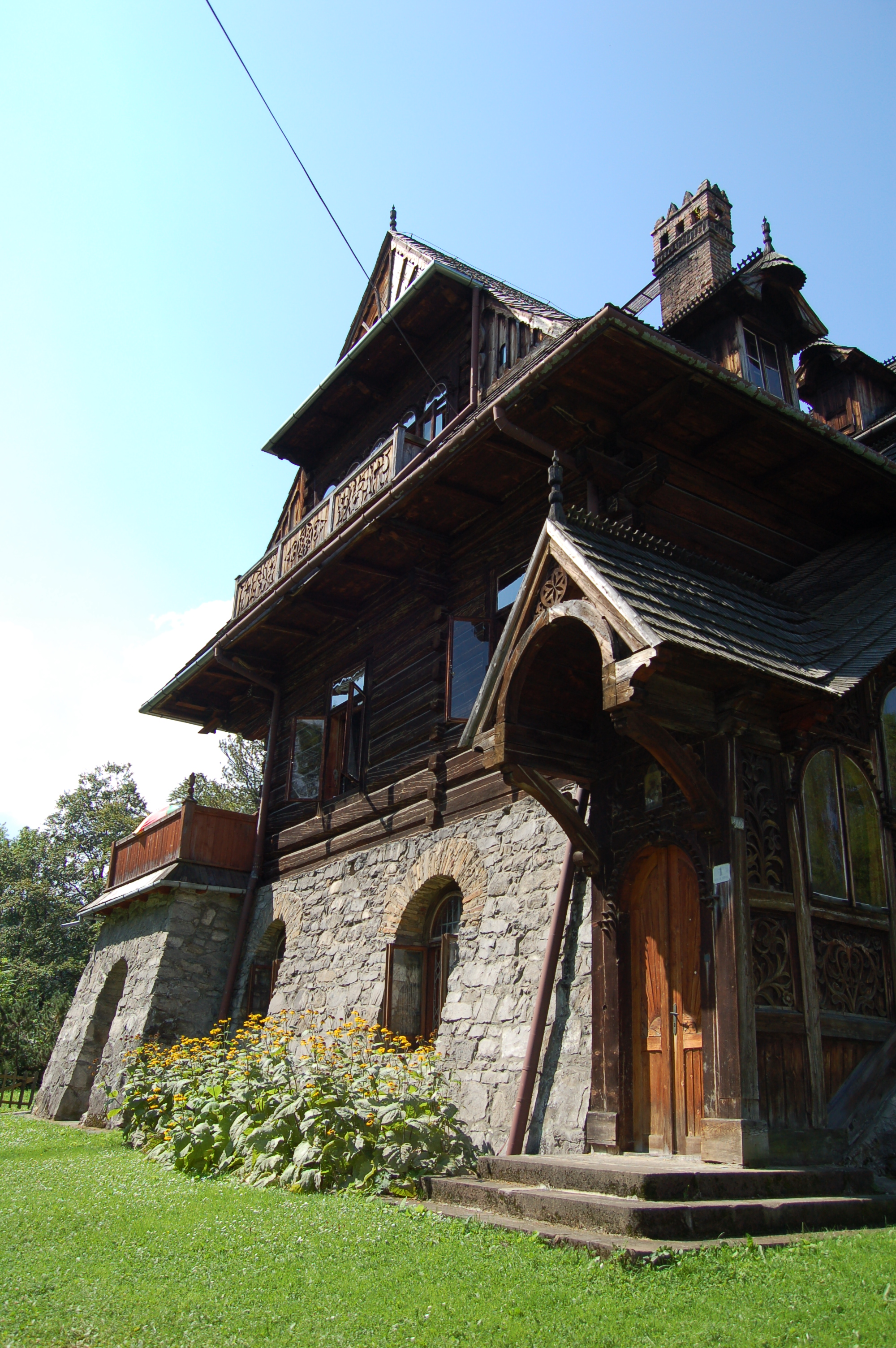
Biệt thự Pod Jedlami
Bảo tàng Karol Szymanowski tại Biệt thự Atma
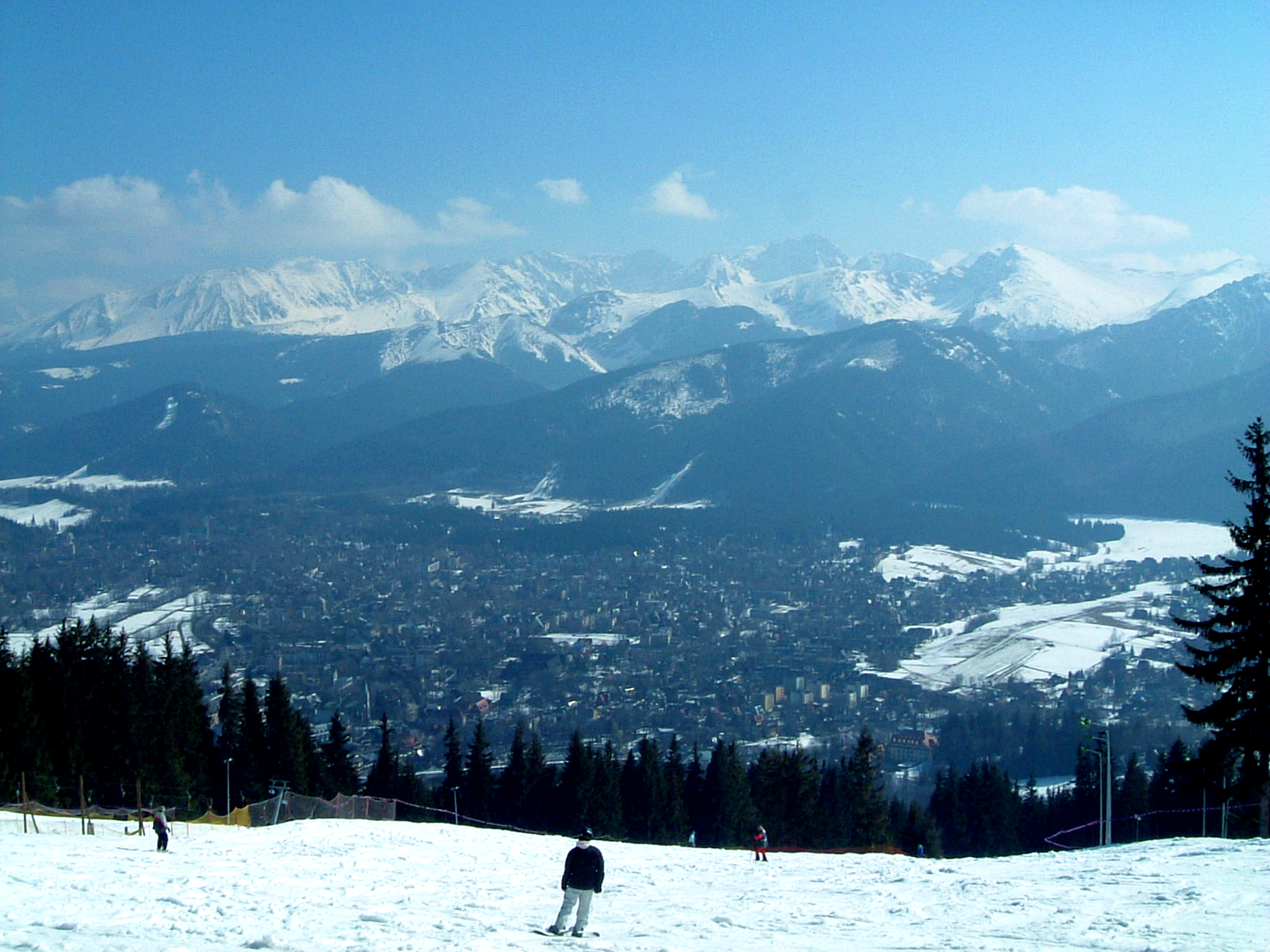
Zakopane - nhìn từ đồi Gubałówka (núi Tatra trong nền)
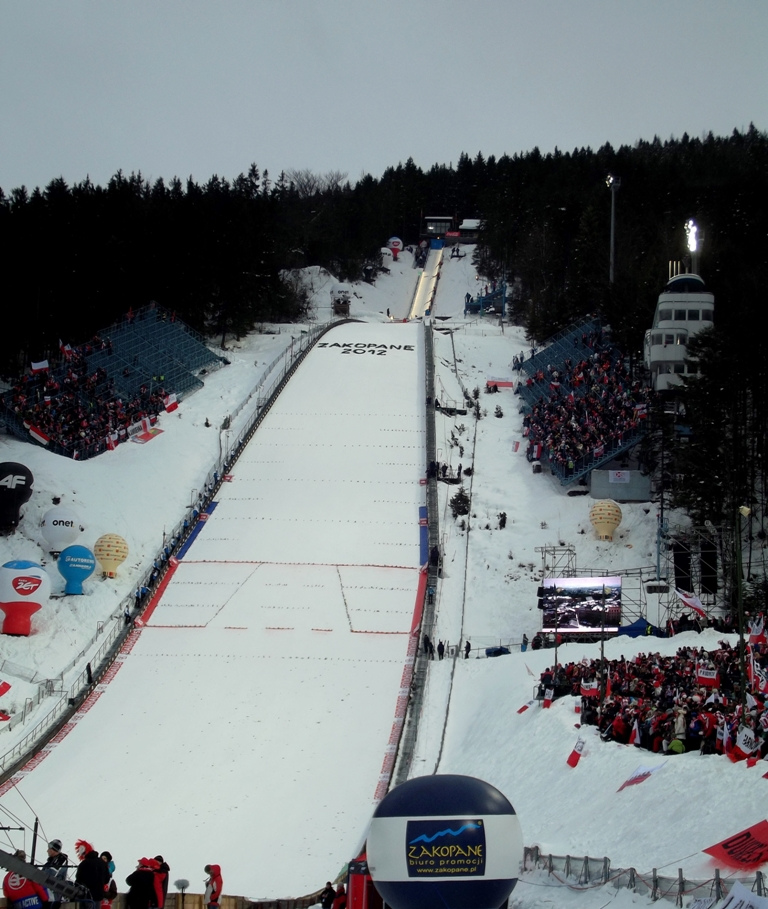
Wielka Krokiew nhảy đồi trượt tuyết
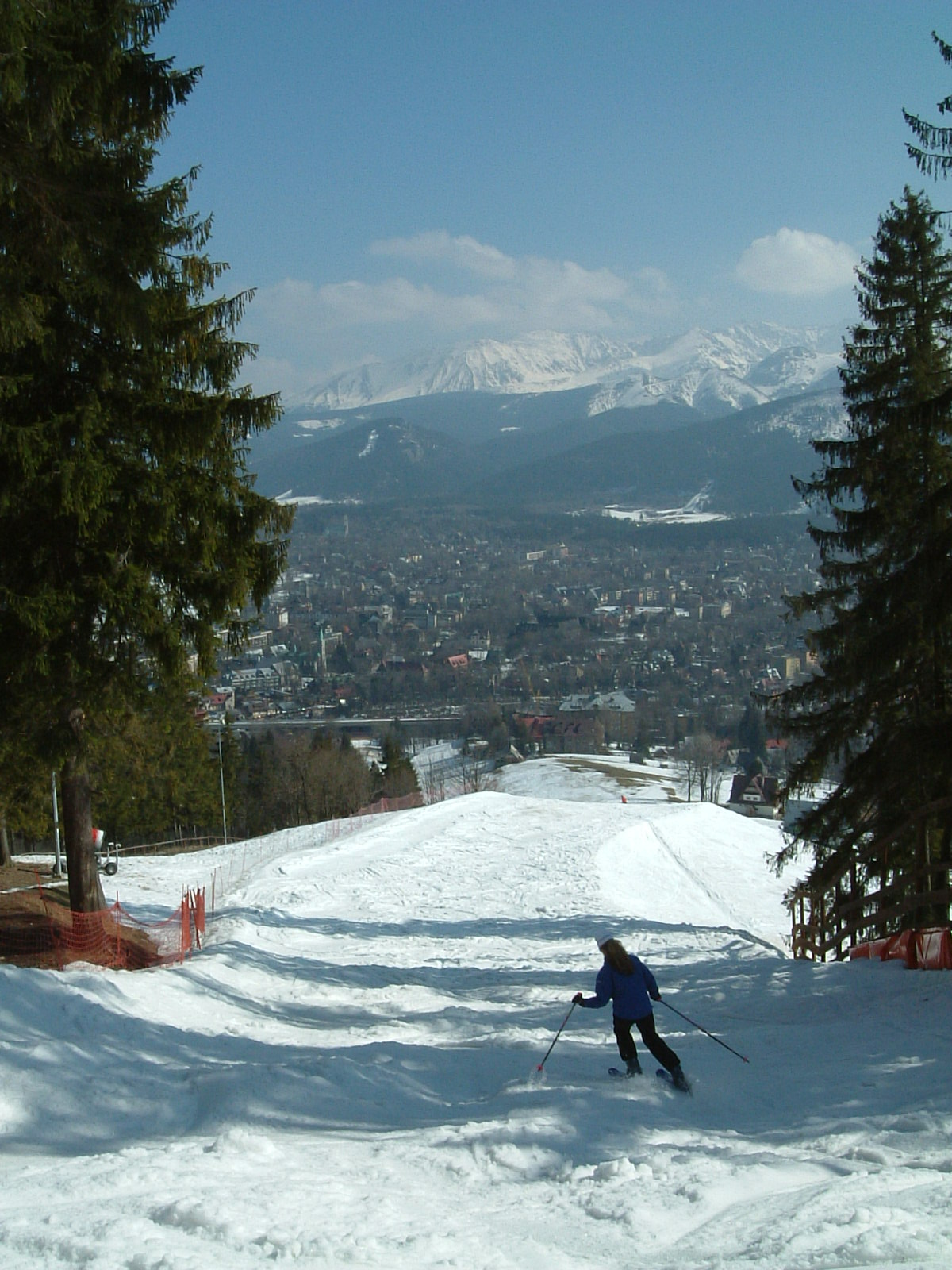
Đường trượt tuyết trên đồi tuyết Zakopane - Gubałówka
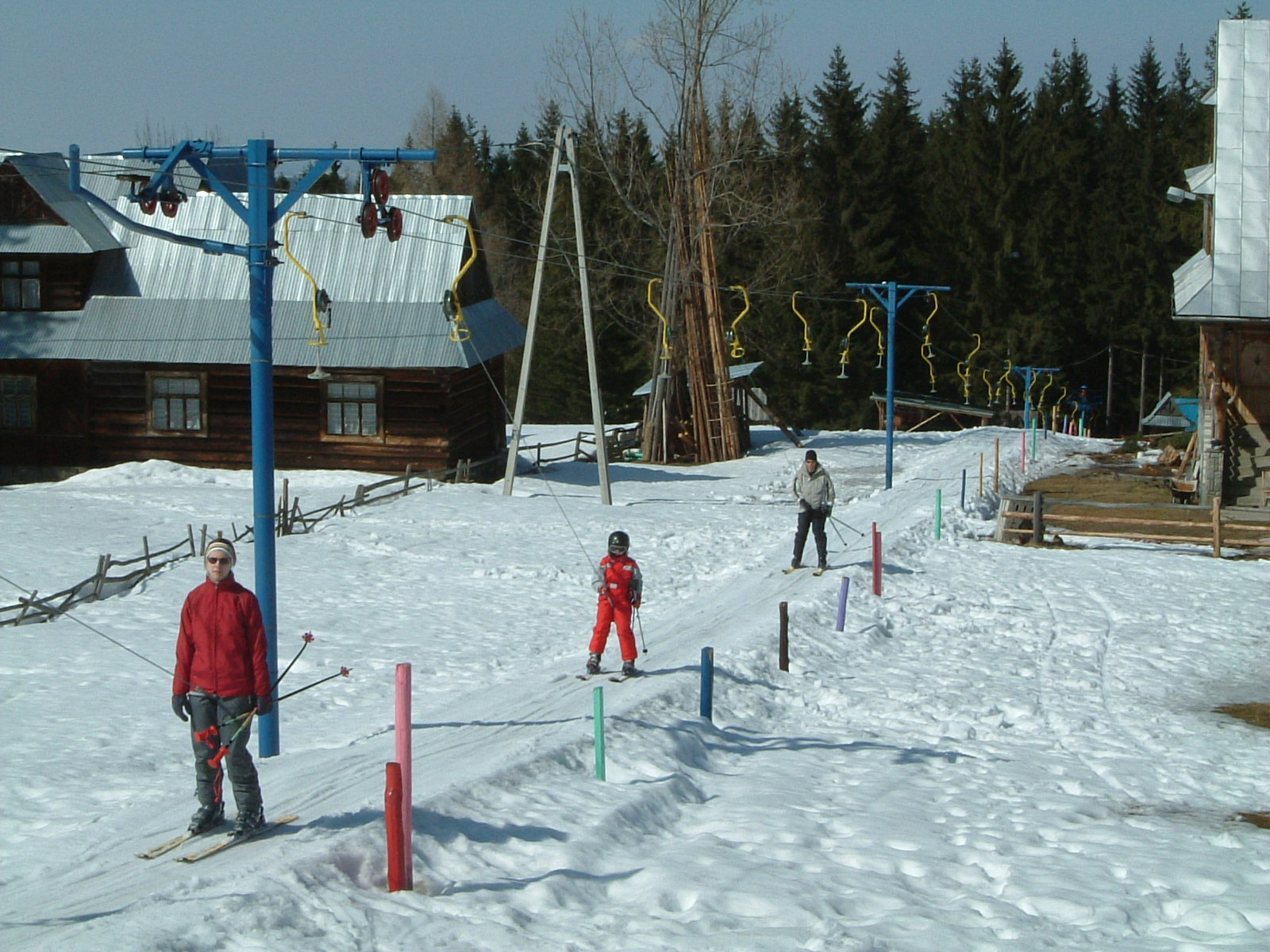
Zakopane - Gubałówka Hill: một đường trượt tuyết mẫu giáo
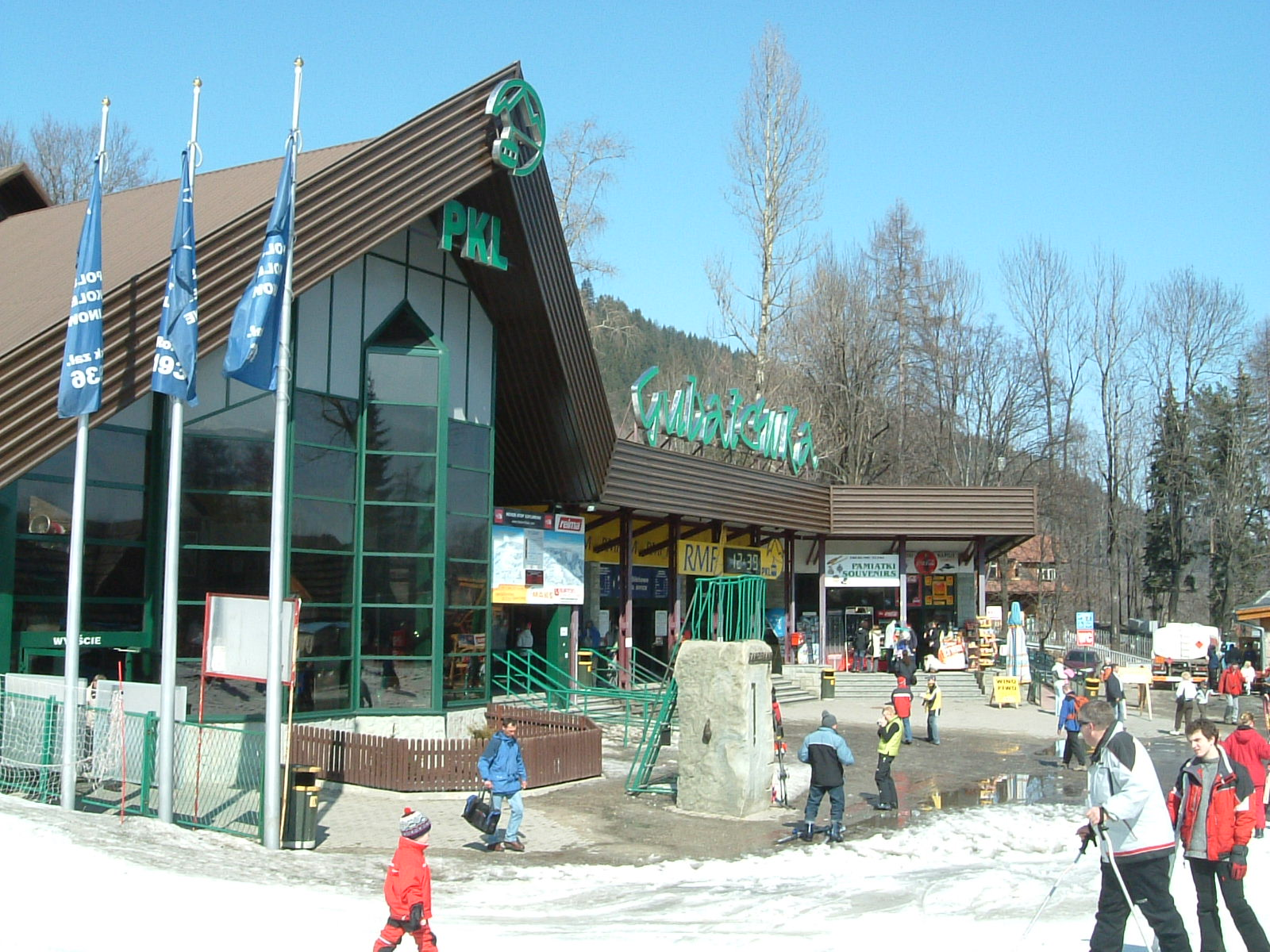
Zakopane - Gubałówka Hill funicular lối vào
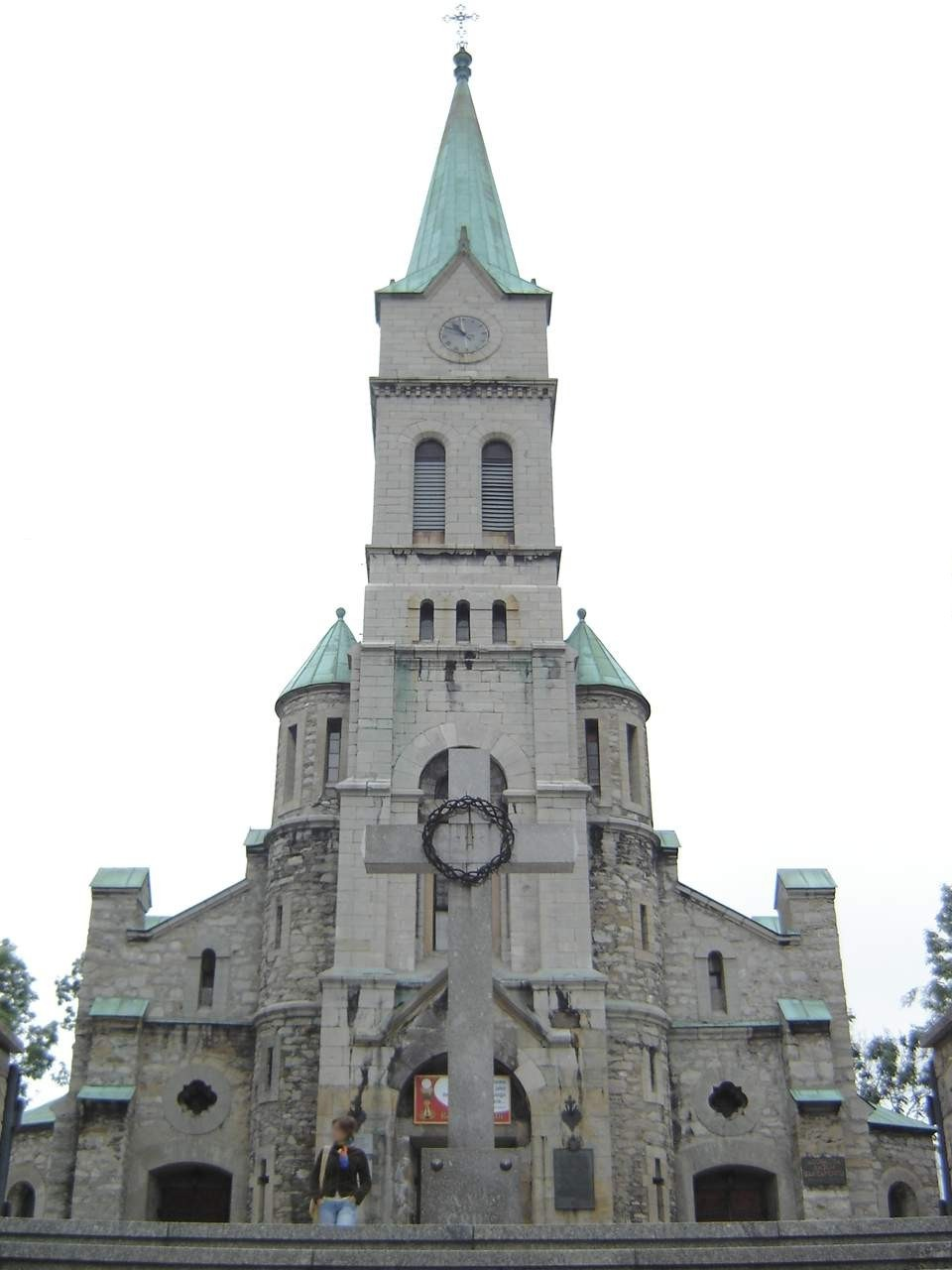
Nhà thờ thánh
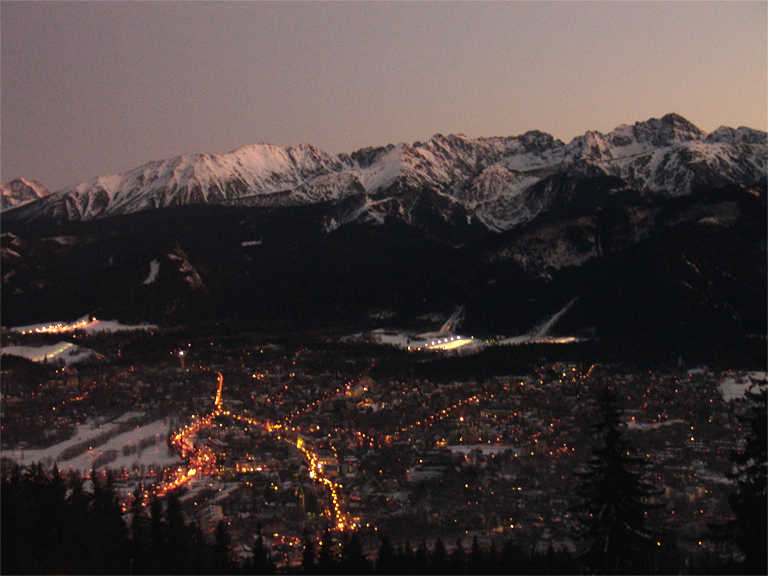
Zakopane vào ban đêm
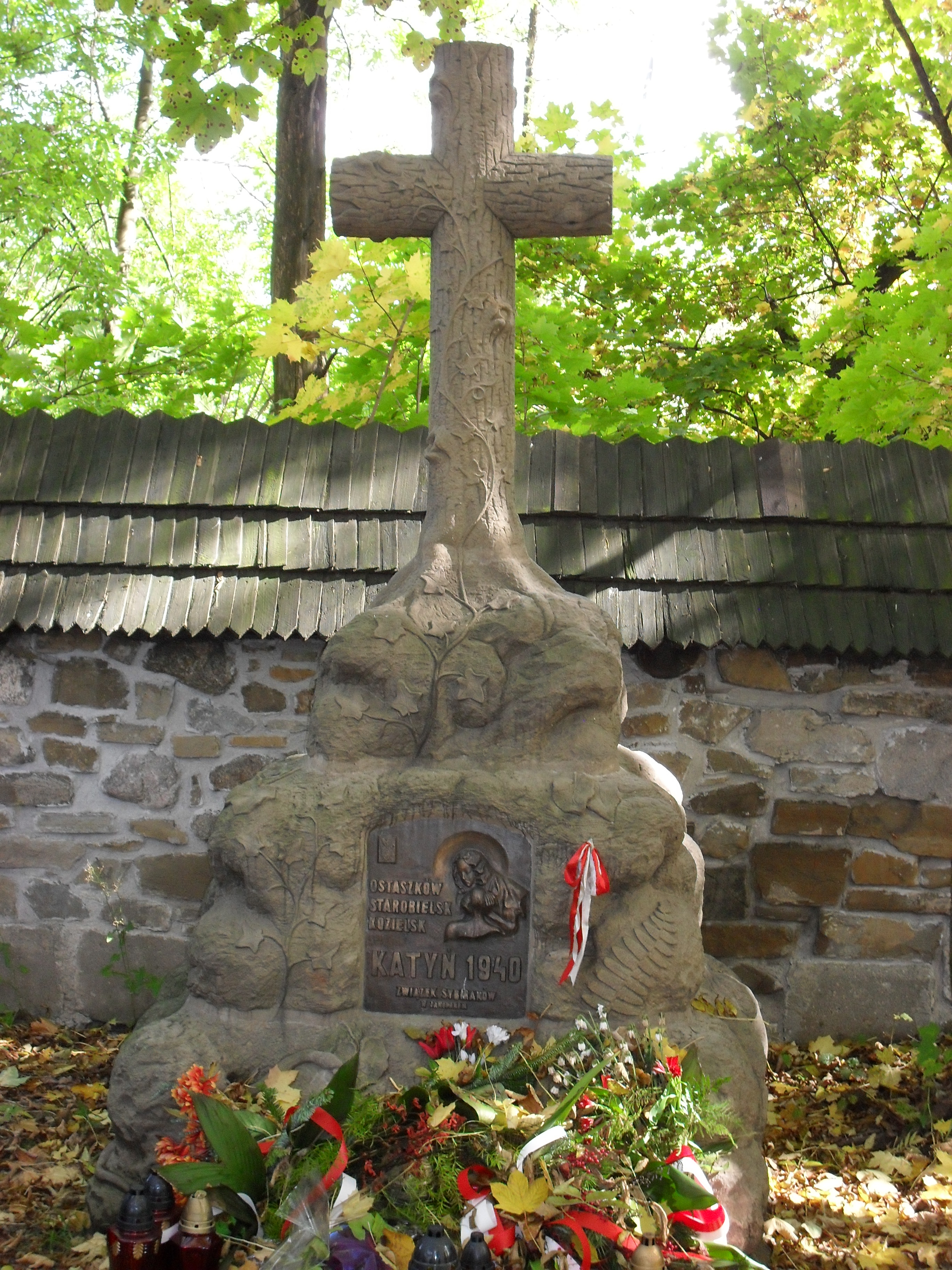
Đài tưởng niệm Katyń trong Nghĩa trang Peksów Brzyzek
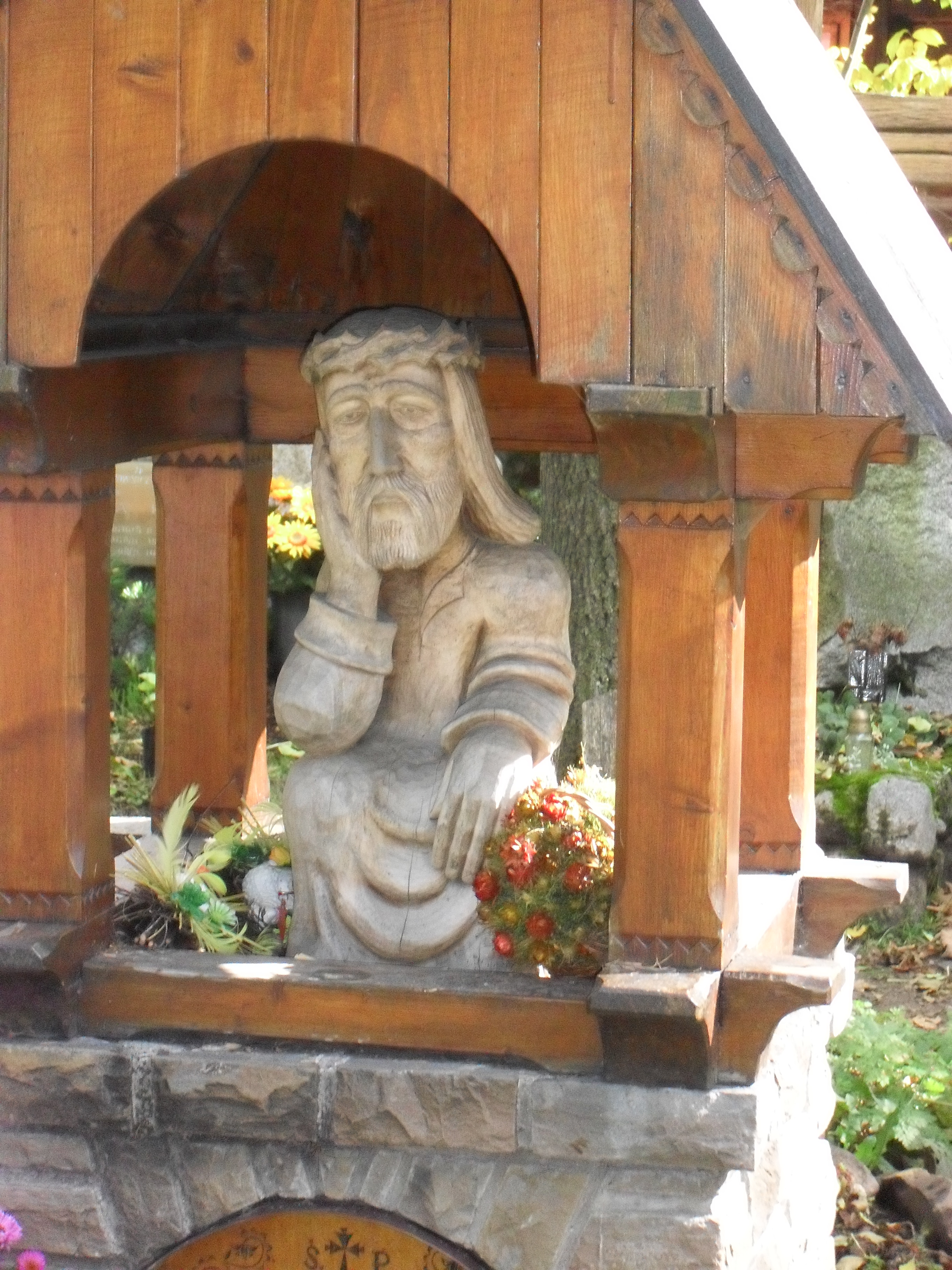
Miếu gỗ truyền thống
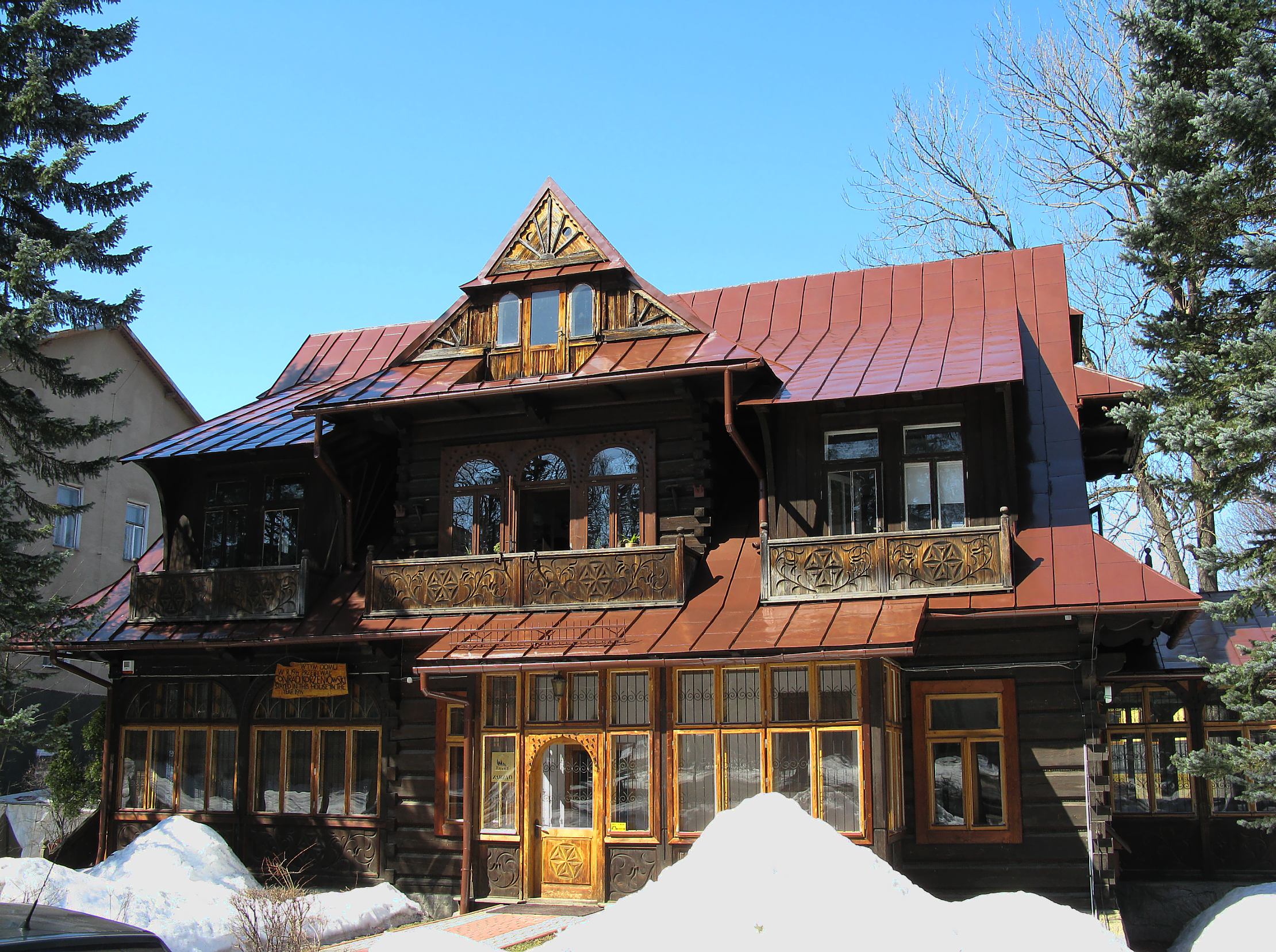
Villa Konstantynówka, chỗ ở của Joseph Conrad năm 1914
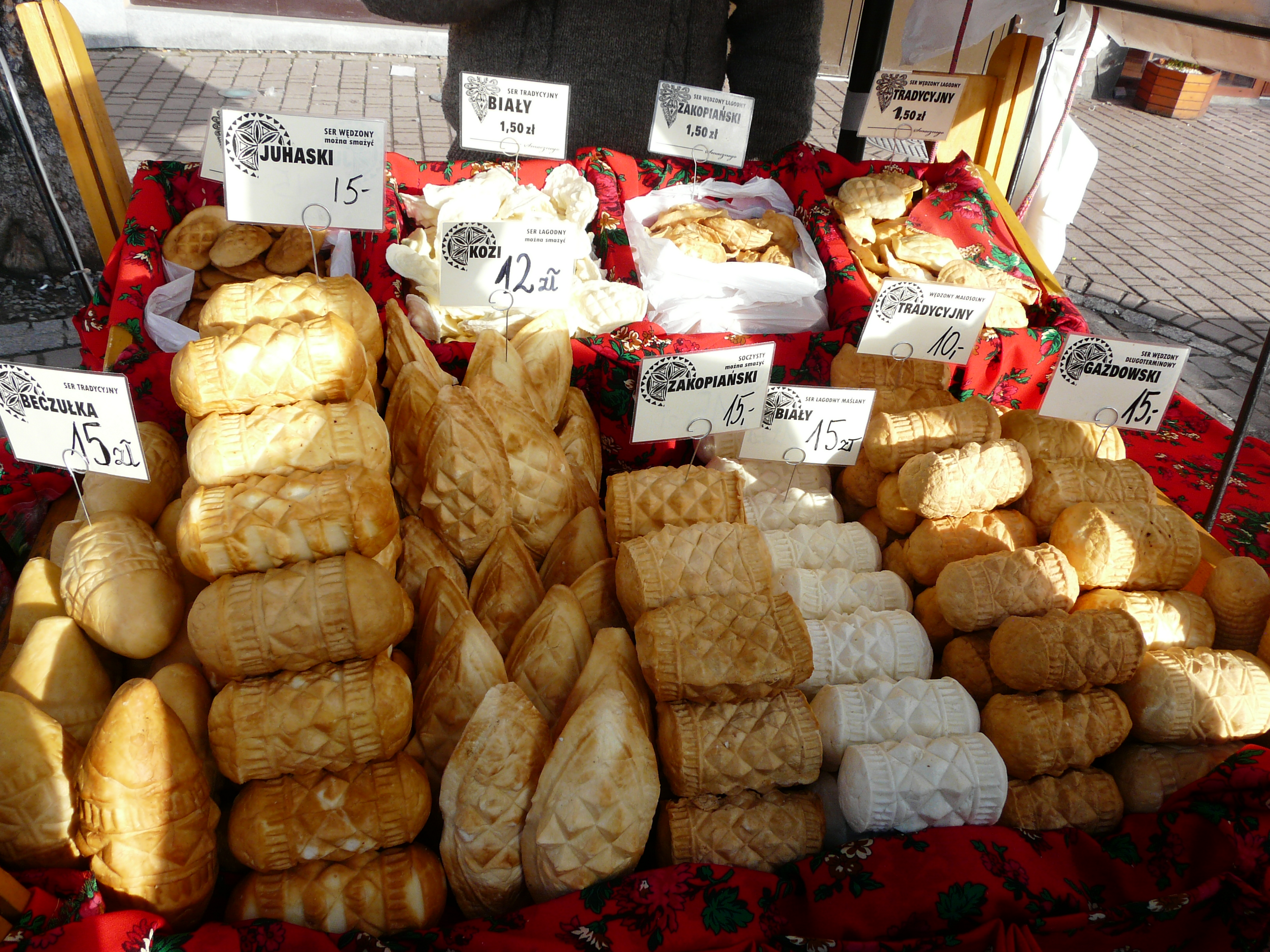
Phô mai oscypek truyền thống